# Ovophis

Ovophis é um género de víboras-de-fossetas venenosas que podem ser encontradas na Ásia. São reconhecidas seis espécies.

## Distribuição geográfica
Podem ser encontradas no Nepal e Nordeste da Índia, e para leste em Mianmar, Camboja, Tailândia, Laos, Vietname, Malásia Peninsular, Taiwan, Okinawa, Sumatra e Bornéu.

## Espécies
| Espécie         | Autoridade        | Subesp.* | Nome comum                                 | Distribuição geográfica |
| --------------- | ----------------- | -------- | ------------------------------------------ | --- |
| O. convictus    | (Stolickza, 1870) | 0        | Víbora-de-fossetas de montanha Indo-Malaia | Sumatra, Camboja; Laos, Malásia Peninsular, Tailândia, e Vietname. |
| O. makazayazaya | (Takahashi, 1922) | 0        | Víbora-de-fossetas de montanha de Taiwan   | Sudeste da China, Taiwan, e norte do Vietname. |
| O. monticolaT   | (Günther, 1864)   | 2        | Víbora-de-fossetas de montanha             | Nepal, Índia (Assam, Sikkim), Mianmar, China (Zhejiang, Fujian, Sichuan, Yunnan e Tibete), Hong Kong, Taiwan, Camboja, Tailândia, Laos, Vietname, Malásia Peninsular, e Sumatra na Indonésia. |
| O. okinavensis  | (Boulenger, 1892) | 0        | Víbora-de-fossetas de Okinawa              | Japão (Ilhas Ryukyu: Okinawa e Ilhas Amami). |
| O. tonkinensis  | (Bourret, 1934)   | 0        | Víbora-de-fossetas de Tonquim              | Vietname e China. |
| O. zayuensis    | (Jiang, 1977)     | 0        | Víbora-de-fossetas de montanha de Zayuan   | China. |

*) Não incluindo a subespécie nominativa..

T) Espécie-tipo.

## Taxonomia
As espécies deste grupo são há muito associadas com o género Trimeresurus. Uma outra espécie que é incluída em alguns outros grupos taxonómicos é O. tonkinensis (Bourret, 1934).